# Ekerö församling
Ekerö församling är en församling i Ekerö pastorat i Birka kontrakt i Stockholms stift. Församlingen ligger i Ekerö kommun i Stockholms län.

## Administrativ historik
Församlingen har medeltida ursprung.
Församlingen utgjorde till 1962 ett eget pastorat för att därefter från 1962 till 2006 vara moderförsamling i pastoratet Ekerö, Adelsö, Munsö och Lovö församlingar, från 2006 Ekerö, Adelsö-Munsö och Lovö.

## Kyrkor
- Ekebyhovskyrkan
- Ekerö kyrka

## Klockare och organister
| Ämbetstid | Namn                    | Levnadstid | Övrigt                |
| --------- | ----------------------- | ---------- | --------------------- |
| 1633      | Michel                  |            | Klockare              |
| 1649-1661 | Erik                    | -1661      | Klockare              |
| 1662-1667 | Mats                    | -1667      | Klockare              |
|           | Samuel                  |            | Klockare              |
| -1687     | Anders Ingvaldsson      | -1687      | Klockare              |
| 1687-1694 | Staphan Staphansson     | -1694      | Klockare              |
| 1694-1710 | Eric Ericsson           | -1710      | Klockare              |
| -1742     | Eric Olofsson           | 1677-1742  | Klockare              |
| 1742-1763 | Eric Öberg              | 1712-1763  | Klockare              |
| 1763-1805 | Per Holmström           | 1733-1805  | Klockare              |
| 1803      | Daniel Drake            | -1803      | Klockardräng          |
| 1805-1817 | Claes Söderberg         | 1777-1819  | Klockare              |
| 1817-1841 | Magnus Wahlgren         | 1779-1841  | Organist och klockare |
| 1841-1875 | Johan Herman Hermansson | 1818-1875  | Organist och klockare |